# Аэропорт Харстад-Нарвик, Эвенес
Аэропорт Харстад-Нарвик, Эвенес (норв. Harstad/Narvik lufthavn, Evenes; (ИАТА: EVE, ИКАО: ENEV)) — международный аэропорт, расположенный в коммуне Эвенес, фюльке Нурланн, Норвегия. Аэропорт обслуживает города Харстад и Нарвик. Совмещен с авиабазой Эвенес Королевских военно-воздушных сил Норвегии. Гражданский сектор управляется государственной компанией Avinor. Аэропорт имеет одну асфальтовую ВПП размером 2808Х45 метра, расположенную по курсу 17/35. Авиакомпаниями, выполняющими ежедневные регулярные рейсы, являются Norwegian Air Shuttle, Scandinavian Airlines и Wideroe. Регулярные рейсы выполняются в Осло, Тронхейм, Будё, Тромсё и Анденес.

## История
Первое регулярное авиасообщение с Харстадом и Нарвиком было выполнено Det Norske Luftfartselskap (DNL) в 1935 году. Маршрут проходил между Бергеном и Тромсё с остановками в Нарвике и Харстаде, для полетов использовался Junkers W 34. Рейсы продолжались до 1939 года, когда они были прекращены из-за начала Второй мировой войны. Маршрут возобновился в 1946 году, полеты выполнялись Junkers Ju 52. Водный аэродром Харстада был расположен в центре города. Полеты на гидросамолете проводились только в летний период.
Около 1950 г. начались дискуссии о строительстве аэропорта между Будё и Тромсё. В феврале 1951 года муниципальным советом Нарвика был утвержден план строительства аэропорта в Эвенесе. В 1956 году открылся гражданский сектор аэропорта Бардуфосс, который обслуживал Тромсё, а также Офотен. Время в пути до Бардуфосса составляло три часа от Нарвика и шесть часов от Харстада.
В июне 1970 года парламент принял решение о строительстве аэропорта для Харстада и Нарвика в Эвенесе. Строительство началось осенью 1971 года и 30 июня 1973 года аэропорт был открыт, длина взлетно-посадочной полосы составляла 1600 м. SAS было предоставлено право полетов в Осло, Braathens SAFE было разрешено лететь по маршруту через Кристиансунн, Молде и Олесунн в Берген и Ставангер, а также в Будё и Тромсе. В 1984 году Norving начала выполнять рейсы в Лулео (Швеция) и Рованиеми (Финляндия), используя Dornier Do 228.
Военные начали рассматривать Эвенес как потенциальную авиабазу после открытия аэропорта. Было выделено военное финансирование, что позволило увеличить взлетно-посадочную полосу до 2760 м, построить места для стоянки самолетов-истребителей, тяжелых транспортных самолетов и средств обслуживания. Расширенная взлетно-посадочная полоса была завершена в 1977 году Строительство начальных вспомогательных сооружений началось в 1978 году и было завершено в 1985 году. Авиабаза Эвенес начала работу в январе 1986 года. Казармы были построены в 1991 году, ангары, административные помещения и складские помещения были завершены в 1995 году.

## Инфраструктура
Пропускная способность терминала составляет 1200 пассажиров в час, имеется пять выходов на посадку. Командно-диспетчерский пункт находится в бывшем здании терминала. Имеется магазин беспошлинной торговли . Взлётно-посадочная полоса размером 2808 Х 45 м, расположена по курсу 17/35. Обе взлетно-посадочные полосы имеют систему посадки по приборам категории I. Аэропорт расположен на высоте 26 м над уровнем моря. Есть незначительные эксплуатационные ограничения из-за окружающей местности. На перроне есть стоянка для 7 самолетов категории Боинг-737 и аналогичных по размерам, а также одного большого широкофюзеляжного самолета. Кроме того, есть место для самолетов авиации общего назначения и вертолетов. Аэропорт сертифицирован для приема самолетов размеров Boeing 747 и Lockheed C-5 Galaxy. Наряду с аэропортом Лаксэльв, аэропорт Эвенес выбран международными авиалиниями в качестве аварийного аэропорта для межконтинентальных рейсов, которые проходят над Северной Норвегией. В экстренных случаях аэропорту разрешено обслуживать Airbus A380 и Ан-124 «Руслан».
В 2018 году аэропорт обслужил 762 747 пассажиров, было совершено 11942 взлётов/посадок.

## Авиакомпании и направления

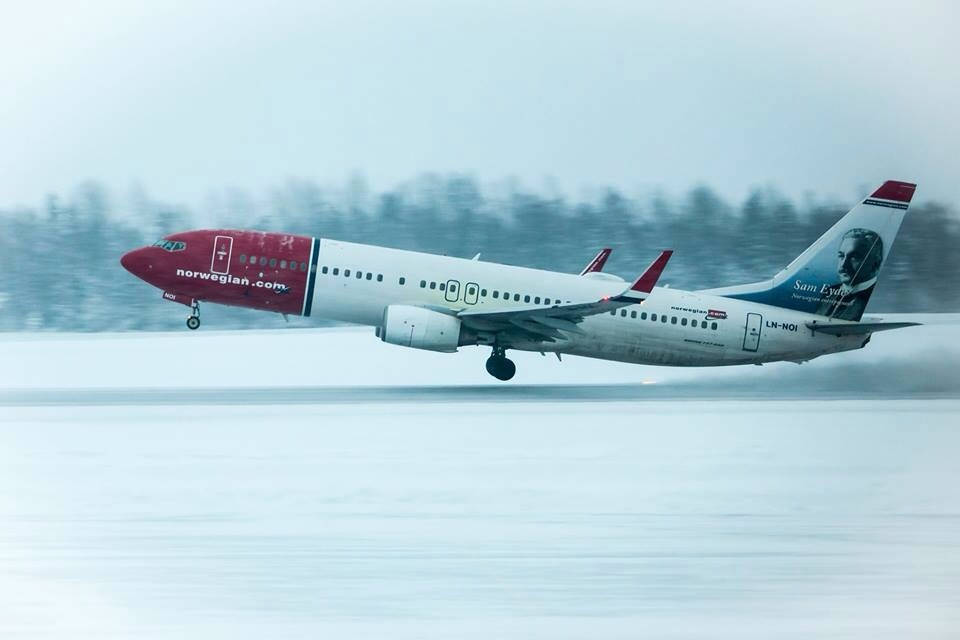
Boeing 737 Next Generation авиакомпании Norwegian в аэропорту Эвенес.

По состоянию на февраль 2019 года аэропорт обслуживает рейсы следующих авиакомпаний:

## Транспортное сообщение
Аэропорт расположен в 45 км от Харстад, в 57 км от Нарвика, 121 километре от Сортланна. Аэропорт имеет автобусное сообщение с Харстадом , Нарвиком , Сортланном, Лёдингеном и Лофотенами. Дорога E 10 (проект Лофаст) проходит к востоку от аэропорта. Имеется служба такси и прокат автомобилей.